# Аксай (Атирауська міська адміністрація)
Акса́й (каз. Ақсай) — село у складі Атирауської міської адміністрації Атирауської області Казахстану.
У радянські часи село називалось Ленінградське.
Населення — 4444 особи (2021; 1671 у 2009, 1147 у 1999, 3350 у 1989).